# Pilda semănătorului (pictură de Bruegel)
Pilda semănătorului este o pictură peisagistică din 1557 a pictorului olandez și flamand Pieter Bruegel cel Bătrân. În prezent este găzduit de Timken Museum of Art din San Diego.

## Fundament
În 1553, Bruegel a părăsit Anvers pentru a studia în Italia. A călătorit prin și a făcut schițe ale Alpilor în călătoria de întoarcere. Aceste desene l-au influențat în desenarea munților văzuți în depărtare în dreapta sus.

## Analiza
Pictura prezintă Pilda Semănătorului care se regăsește în evangheliile lui Matei, Marcu și Luca și se numără printre primele picturi semnate de Bruegel. Semănătorul poate fi văzut semănând semințe în prim-plan în partea stângă jos. O biserică și un sat flamand sunt prezentate de-a lungul râului care curge dinspre dreapta jos spre partea stângă sus a picturii. Pe malul drept al râului, lângă un grup mic de bărci, Iisus este văzut predicând pilda unei mulțimi.
John Wilson, directorul executiv al Timken Museum of Art, constată că tabloul prezintă detaliul, religiozitatea și elementul uman găsit în picturile ulterioare ale lui Bruegel. El explică: „Bruegel umanizează în totalitate natura spirituală a acestui subiect religios ... Lucrurile mici vă atrag atenția, precum turnul unei biserici, coliba cu paie, păsări și cai”.
Larry Silver de la Universitatea din Pennsylvania sugerează o paralelă între semnificația picturii și semnificația parabolei. El scrie că tabloul „folosește imaginea unui semănător, ale cărui semințe au fost parțial devorate de păsări, parțial nedructuoase când au căzut pe un sol pietros sau au fost sufocate de spini și au reușit parțial atunci când au găsit sol fertil. Bruegel a ales prima pildă a lui Isus, ca subiect pentru propria pictură peisagistică inaugurală, o lucrare care a plantat sămânța pentru propria sa afinitate cu peisajul.”